# Tremist
Tremist is een Belgisch bier. Het wordt gebrouwen door Brouwerij Sint-Bernardus te Watou in opdracht van Extremis te Proven, net als Watou een deelgemeente van Poperinge.

## Achtergrond
Tremist wordt gebrouwen in opdracht van Dirk Wynants, binnenhuisarchitect en meubelontwerper, voor zijn bedrijf “Extremis”. Het bier werd gelanceerd in oktober 2010 naar aanleiding van de voorstelling van een biertafel “Hopper”. Oorspronkelijk was het bier bedoeld om aan klanten aan te bieden, maar intussen is het ook verkrijgbaar in drankhandels en is het erkend als streekproduct van de Westhoek.
Tremist wordt gebrouwen met hop van een eigen hopveld van Dirk Wynants.

Op het etiket staat onder de naam van het bier Belgian Togetherness Beer, met naast de naam en de ondertitel een grote accolade. Dit verwijst naar het logo van het bedrijf Extremis en de ondertitel van het bedrijf: Tools for togetherness.
Voor het bier werd een speciaal glas ontworpen door designer Nedda El-Asmar.

## Het bier
Tremist is een blond bier van hoge gisting met nagisting in de fles. Het heeft een alcoholpercentage van 6%.